# Бзјук
Бзјук (рус. Бзюк) малена је река на југу европског дела Руске Федерације. Протиче преко територије Краснодарске покрајине, односно преко њеног Северског рејона. Десна је притока реке Шебш и део басена реке Кубањ и Азовског мора. 
Дужина водотока је око 31 km, док је површина сливног подручја 60,1 km². Супским каналом повезана је са реком Супс на истоку.